# (13383) 1998 XS31
(13383) 1998 XS31 è un asteroide troiano di Giove del campo greco. Scoperto nel 1998, presenta un'orbita caratterizzata da un semiasse maggiore pari a 5,171480 UA e da un'eccentricità di 0,065645, inclinata di 6,391577° rispetto all'eclittica. Ha un diametro di 24,267 km e un'albedo di 0,109.